# Jodi Rowley
Jodi J. L. Rowley é uma herpetóloga e conservacionista australiana.

## Vida e pesquisa
Rowley recebeu o seu diploma de bacharel em ciências ambientais na Universidade de Nova Gales do Sul em Sydney, na Austrália, e o seu PhD pela Universidade James Cook. A sua tese de doutoramento abordou o tema do declínio dos anfíbios causado pela quitridiomicose. Depois de terminar o seu PhD, em 2006 ela mudou-se para o Camboja para trabalhar para a Conservação Internacional como bióloga da vida selvagem. Ela voltou para a Austrália em 2008 e começou a trabalhar no Museu Australiano. Em 2016, ela foi nomeada curadora de Biologia de Conservação de Anfíbios e Répteis no Museu Australiano. O seu trabalho actual envolve uma mistura de taxonomia e biologia da conservação. Ela já realizou várias expedições de pesquisa na Austrália e no Sudeste Asiático.
Rowley é membro do Comité Científico de Espécies Ameaçadas de Nova Gales do Sul, da Autoridade da Lista Vermelha de Anfíbios da IUCN e do Comité de Direcção da AmphibiaWeb. Ela também é presidente do Grupo de Especialistas em Anfíbios da Comissão de Sobrevivência de Espécies da IUCN do Continente do Sudeste Asiático.
Rowley foi uma das co-fundadoras da aplicação FrogID e é a sua cientista-chefe. A aplicação usa ciência cidadã para colectar dados sobre a distribuição e actividade das rãs australianas, para informar tanto a pesquisa quanto a conservação.
Rowley é editora da Amphibia for Zootaxa.